# Baka (Lévai járás)
Baka (szlovákul Devičany, németül Prandorf) község Szlovákiában, a Nyitrai kerület Lévai járásában. Alsóbaka és Felsőbaka egyesítésével jött létre.

## Fekvése
Lévától 16 km-re, északkeletre fekszik.

## Története
1075-ben "Baka" néven említik először, akkor a garamszentbenedeki apátsághoz tartozott. Alsóbaka a 16. századig a lévai váruradalomhoz tartozott, később a Hellenbach család birtoka. Felsőbaka is létezett már az Árpád korban, temploma a 15. században már állt. 1554-ben 31 jobbágyháztartás volt a faluban.
Vályi András szerint "BAKA. Alsó tót Baka. Unterprandorf. Tót falu Hont Vármegyében, birtokos Ura Hertzeg Eszterházy Uraság, lakosai evangelikusok, fekszik Pukantztól nem meszsze. Határja termékeny, réttyeit értzes vizek follyák, de ritkán ártanak, legelője tágas, ’s mind a’ kétféle fája elég, szőlő hegyei jók, első Osztálybéli.
Felső tót Baka. Oberbraudorf. Elegyes lakosú tót falu Hont Vármegyében, birtokos Urai Hertzeg Eszterházy Uraság, és Báró Hellenbach, az itt való Bányáknak miveltetője, lakosai evangelikusok, fekszik Báth mellett, mellynek filiája, Pukantztól sem meszsze, nevezetes e’ hely a’ birke bárányoknak jó neveléséröl, és bányáirol, mellyböl a’ lakosok szép hasznot vesznek bé, folyó vizében kiváltképen jó ízű rákok vannak, határbéli rétteit az értzes vizek soványíttyák ugyan; de ritkán, és tsak egy kis részének ártanak, legelője elég, fája mind a’ kétféle, szőleji nevezetesek, első Osztálybéli."
Fényes Elek szerint "Baka (Tóth Alsó), Prandorf, tót falu, Honth vgyében, ut. p. Báthoz 3/4 órányira. 16 kath., 552 evang. lak.
Baka (Tóth Felső), Ober-Prandorf, tót falu, Honth vmegyében, az elébbeni helység mellett: 30 kath., 400 evang. lak. Evang. anyatemplom. Határa sovány; bora nagyon kedveltetik, sok juhot tenyészt és bányát mivel. F. u. h. Eszterházy."
Hont vármegye monográfiája szerint "Alsóbaka, azelőtt Alsóprandorf, a barsvármegyei határ közelében fekvő tót kisközség, 133 házzal és 679 ág. ev. vallású lakossal; vasúti állomása Léva, posta- és táviró-állomása Bát. A Prandorffy család névadó községe, melyet 1550-ben kapott adományul. A birtok utóbb a herczeg Esterházy-féle hitbizományhoz tartozott; ezidőszerint Schoeller Pál és Sándor lovagoknak van itt nagyobb erdőbirtokuk. A községnek saját temploma nincsen, hívei a felsőbakai templomot látogatják. Alsóbakához tartozik Berjanka puszta.
Felsőbaka, azelőtt Tót-Baka, vagy Felső-Prandorf, tót kisközség, a Prandorf patak mellett, 95 házzal és 436 ág. h. ev. lakossal; vasúti állomása Léva, postája Bát, táviró-állomása Bakabánya. Körjegyzőségi székhely. Régi helység, mely már az Árpád korbeli királyok idejében megvolt. Határában bányák folyosói és kürtői láthatók; az előbbiek egyikéből folyik a Prandorf patak is. A felsőbakai bányákat 1770-ben még mívelték, de akkor felhagytak a kiaknázásukkal. A község sok zaklattatást szenvedett a török hódoltság korában, különösen a XVI. század hetvenes éveiben, a mikor a drégelyi török helyőrség sarczolta a vidéket. A falu régi fatemploma még 1486-ban épűlt; ennek helyén emelték 1773-ban, az újabb templomot. A templom udvarában 1752-ből való sírkő látható, mely alatt Lüdericz orosz császári tábornok felesége, Vessmann Erzsébet nyugszik. Felsőbaka község a XVIII. században a báró Várkonyi Amadé, majd a herczeg Esterházy családé volt; de birtoka volt itt a báró Hellenbach családnak is. Jelenleg Schoeller lovagnak van itt jószága. A falu végén régi udvarház áll, melyet Hajdu Ferencz építtetett és Leidenfrost Aurél átalakított; ez az udvarház most az Imrich családé."
A trianoni békeszerződésig Hont vármegye Báti járásához tartozott. Alsóbakát és Felsőbakát 1951-ben egyesítették.

## Népessége
| Év:            | 1994. | 2004.    | 2014.   | 2024.   |
| -------------- | ----- | -------- | ------- | ------- |
| Emberek száma: | 431   | 382      | 388     | 401     |
| Eltérés:       |       | -11,36 % | +1,57 % | +3,35 % |

| Év:            | 2023. | 2024.   |
| -------------- | ----- | ------- |
| Emberek száma: | 400   | 401     |
| Eltérés:       |       | +0,25 % |

1910-ben Alsóbaka 587 lakosából 568 szlovák, 13 magyar, 4 német és 2 más anyanyelvű; Felsőbaka 388 lakosából 373 szlovák és 15 magyar anyanyelvű volt.
1991-ben 454 lakosából 450 szlovák, 3 cseh és 1 magyar volt.
2001-ben Baka 403 lakosából 392 szlovák, 8 cseh és 2 magyar volt.
2011-ben Baka 393 lakosából 379 szlovák, 1 cseh és 13 ismeretlen nemzetiségű volt.
2021-ben 408 lakosából 2 magyar, 385 (+1) szlovák, 3 egyéb és 18 ismeretlen nemzetiségű volt.

## Neves személyek
- Felsőbakán született 1914. március 10-én Balassa Géza régész, történetíró.

## Nevezetességei
- Evangélikus temploma 1773-ban épült barokk-klasszicista stílusban, a régi templom helyén. Tornya 1856-ban épült.